# Auburndale (Flórida)
Auburndale é uma cidade localizada no estado americano da Flórida, no condado de Polk. Foi incorporada em 1911.

## Geografia
De acordo com o United States Census Bureau, a cidade tem uma área de 52,8 km², onde 34,9 km² estão cobertos por terra e 17,9 km² por água.

### Localidades na vizinhança
O diagrama seguinte representa as localidades num raio de 16 km ao redor de Auburndale.

## Demografia
Segundo o censo nacional de 2010, a sua população é de 13 507 habitantes e sua densidade populacional é de 386,59 hab/km². Possui 5 670 residências, que resulta em uma densidade de 162,28 residências/km².